# Эйфман, Борис Яковлевич
Бори́с Я́ковлевич (Я́нкелевич) Э́йфман (род. 22 июля 1946, Рубцовск, Алтайский край) — советский и российский балетмейстер, художественный руководитель Театра балета Бориса Эйфмана и президент Академии танца Бориса Эйфмана (Санкт-Петербург). Народный артист Российской Федерации (1996), офицер французского ордена Искусств и литературы (1999), Заслуженный человек Молдавии (2007), Заслуженный деятель Казахстана (2012), лауреат Государственной премии Российской Федерации (1999, 2018), театральных премий «Бенуа танца», «Золотая маска», «Золотой софит» и других наград. Полный кавалер ордена «За заслуги перед Отечеством», Почетный доктор Санкт-Петербургского Гуманитарного университета профсоюзов (2004).

## Биография

### Образование и раннее творчество
Борис Эйфман родился 22 июля 1946 года в Рубцовске в семье мобилизованного перед войной из Харькова в Сталинград, затем на строительство единственного в СССР завода, выпускавшего тракторы во время Великой Отечественной войны в Алтайский край инженера Янкеля Борисовича Эйфмана (1906—?) и врача Клары Марковны Эйфман (урождённой Курис, 1918—1972). В 1951 году семья вернулась в Кишинёв, где Борис Эйфман закончил вечернюю школу и занялся балетом в студии при Дворце пионеров. В 1960 году поступил на впервые организованное в том году хореографическое отделение Кишинёвского музыкального училища (ныне Музыкальный колледж имени Штефана Няги) по классу Рашель Иосифовны Бромберг (1912—1996), одновременно перенял у Бромберг руководство хореографической студией при Дворце Пионеров (1962—1966), в которой некогда начались и его занятия танцем. Окончил Кишинёвское музучилище в 1964 году, и после безуспешной попытки поступить в Кишинёвский политехнический институт на протяжении следующего года работал артистом балета в Молдавском государственном театре оперы и балета. В 1972 году окончил балетмейстерское отделение Ленинградской государственной консерватории имени Римского-Корсакова.
Первые постановки Эйфман осуществил в 1970 году (балеты «Жизни навстречу» на музыку Д. Б. Кабалевского и «Икар» на музыку А. Чернова и В. Арзуманова), затем последовали «Блестящий дивертисмент» (1971) на музыку М. И. Глинки, «Фантазия» (1972) на музыку Антония Аренского, «Гаянэ» на музыку А. И. Хачатуряна (1972, дипломная работа), — на сцене Малого театра оперы и балета в Ленинграде.
С 1971 по 1977 год Эйфман работал балетмейстером в Ленинградском хореографическом училище и продолжил постановки на сцене Ленинградского театра оперы и балета: «Русская симфония» (1973) на музыку В. Калинникова, «Встречи» (1975) на музыку Р. К. Щедрина, «Жар-птица» (1975) на музыку И. Ф. Стравинского, «Прерванная песня» (1976) на музыку И. Калныньша, «…Души прекрасные порывы» (1977) на музыку Р. Щедрина. Широкая известность пришла к Эйфману после успешной постановки спектакля «Жар-птица», который был также показан на гастролях в Москве и в Японии. В эти же годы Эйфман стал автором фильмов-балетов «Вариации на тему рококо», «Икар», «Три сочинения», «Кровавое солнце» и «Блестящий дивертисмент».

### Собственный театр
В 1977 году Эйфману удалось создать собственный театр «Новый балет» при Ленконцерте, который в 1990-е годы был переименован в Санкт-Петербургский государственный академический Театр балета под руководством Бориса Эйфмана, и которым он руководит по сей день. Этот авторский театр долго не имел своего постоянного помещения. Уже в конце 1970-х годов с этой труппой Эйфманом были поставлены спектакли «Только любовь» на музыку Родиона Щедрина, «Искушение» по композициям группы Yes (главным образом Рика Уэйкмана), «Под покровом ночи» на музыку Белы Бартока, «Прерванная песня» на музыку И. Калныньша, «Двухголосие» по ранним композициям группы Pink Floyd (главным образом за авторством Сида Барретта), «Жар-птица» (1978) на музыку И. Стравинского и «Вечное движение» (1979) на музыку А. Хачатуряна. Постановка балетных программ с комбинацией академической и беспуантовой хореографии и с использованием музыкальных композиций современного прогрессивного рока в те годы было также воспринято очевидным новаторством.
К концу 1990-х годов театр стал выезжать на гастроли в Нью-Йорк, которые со временем стали ежегодными. Репертуар театра отличался чрезвычайным жанровым разнообразием, включал спектакли по классическим произведениям русской литературы, детские спектакли и рок-балеты.

### Академия танца Бориса Эйфмана
Идея о создании инновационного хореографического училища получила свою реализацию 24 января 2011 года, когда губернатором Санкт-Петербурга В. И. Матвиенко было подписано постановление №76 «О создании Санкт-Петербургского государственного образовательного учреждения среднего профессионально образования техникума «Академия танца Бориса Эйфмана». 19 мая 2011 года балетмейстер лично заложил фундамент будущей Академии танца. В конце января 2013 года началась активная информационная кампания по набору первых учеников и воспитанников Академии. Отборочные туры прошли весной. Открытие Академии танца Бориса Эйфмана состоялось 2 сентября 2013 года, а первый выпуск профессиональных артистов балета — в 2021 году.

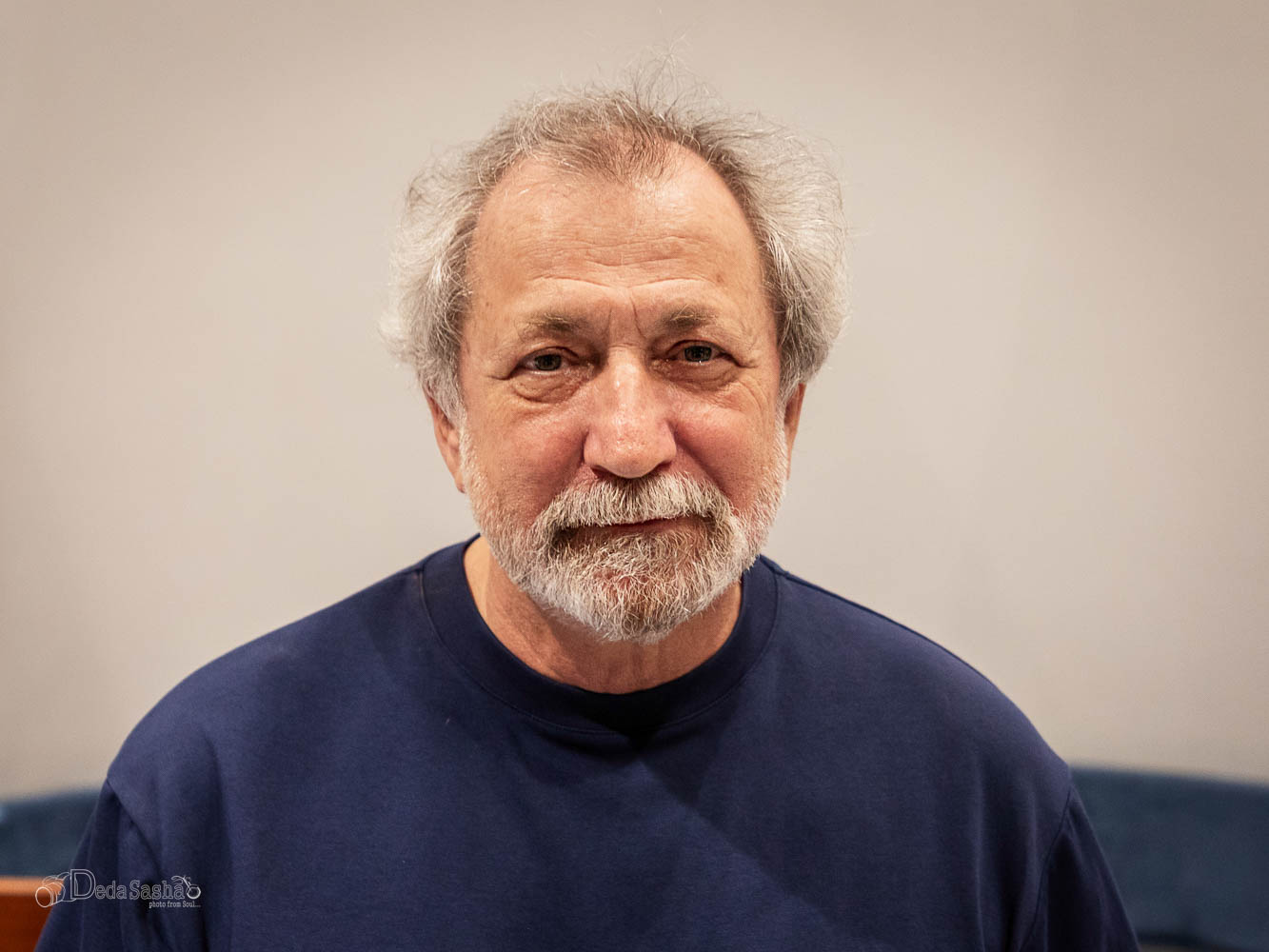
Борис Эйфман. Израиль. За кулисами. Опера им.Лахата. 2024

В 2022 году Академия открыла новые учебные лаборатории и кабинеты: сценического света, основ электротехники, театрального костюма, рисунка и живописи, грима и причёски, постижа.

### Семья
- Жена — Валентина Николаевна Морозова (род. 1953), балерина.
  - Сын — Александр (род. 1995).
- Брат — Леонид Эйфман (1939—2013)[13], жил в Лос-Анджелесе (Калифорния)[10].

## Постановки
Всего Эйфманом на сегодняшний день уже создано более 40 балетных постановок, среди которых:
- 1977 — «Только любовь» на музыку к опере Р. Щедрина «Не только любовь» в обработке В. Цакадзе, «Прерванная песня» на музыку И. Калныньша, памяти чилийского певца-патриота Виктора Хары
- 1977 — «Двухголосие» на музыку С. Барретта из репертуара «Пинк Флойд»
- 1978 — «Жар-птица» на музыку И. Стравинского
- 1979 — «Бумеранг» по мотивам произведений Б. Брехта на музыку Джона Маклафлина
- 1979 — «Вечное движение» на музыку А. Хачатуряна
- 1980 — «Поединок» («Гаянэ») на музыку А. Хачатуряна
- 1980 — «Идиот» по мотивам одноимённого романа Ф. М. Достоевского на музыку Шестой симфонии П. И. Чайковского[14]
- 1981 — «Покорение стихии» на музыку Д. Д. Шостаковича
- 1981 — «Автографы»: «Игры» на музыку Антонио Вивальди, «Про и контра или Контрапункт» на музыку А. Г. Шнитке, «Реквием балерине» на музыку Бетховена
- 1981 — «Познание» на музыку Томазо Альбинони
- 1982 — «Безумный день, или Женитьба Фигаро» на музыку Джоаккино Россини в обработке Т. Когана

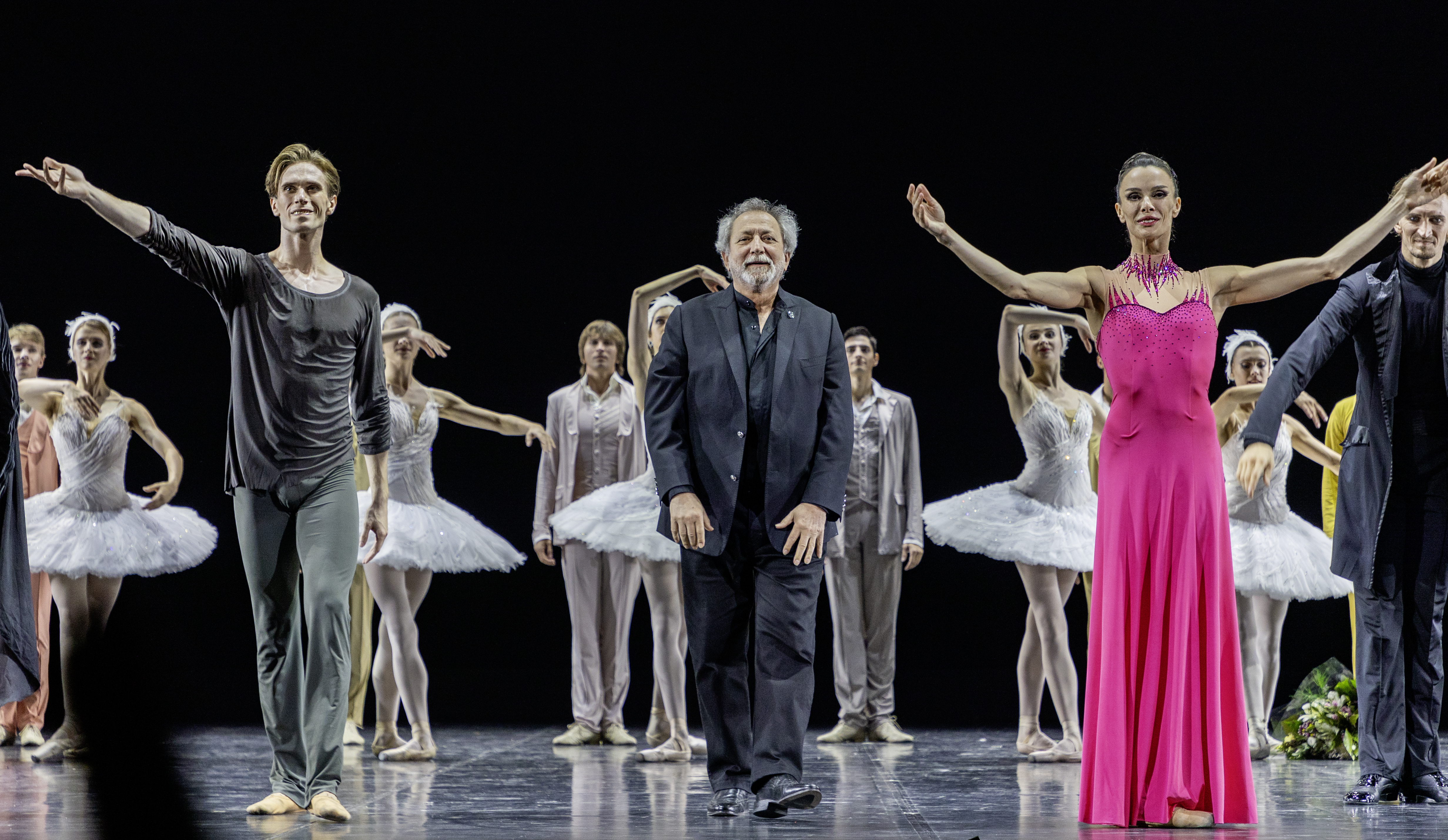
На поклонах в оперном театре им.Лахата в Израиле. 2024

- На поклонах в оперном театре им.Лахата в Израиле. 20241982 — «Легенда» по мотивам книг Ветхого Завета «Экклезиаст» и «Песнь Песней» на музыку Т. Когана
- 1982 — «Композиция» на музыку Антона Веберна
- 1983 — «Метаморфозы»: «Ария» на музыку Эйтора Вила-Лобоса, «Художник» на музыку Франца Шуберта, «Прогулка или Рандеву» на музыку О. Николаи, «Предисловие к Гамлету» на музыку И. Брамса, «Комедианты, или бродячие актеры» («Бродячие артисты») на музыку Ж. Оффенбаха, «Каприс» на музыку Гектора Берлиоза
- 1984 — «Двенадцатая ночь, или Что угодно» по мотивам комедии У. Шекспира на музыку Гаетано Доницетти
- 1986 — «Двенадцатая ночь, или Что угодно», фильм-балет.
- 1986 — «Подпоручик Ромашов» («Поединок», «Дуэль») по рассказу А. И. Куприна на музыку В. Гаврилина
- 1986 — «Интриги любви» по мотивам комедии П. Бомарше «Севильский цирюльник» на музыку Джоаккино Россини в обработке Т. Когана
- 1987 — «Мастер и Маргарита» по мотивам романа М. А. Булгакова на музыку А. Петрова
- 1989 — «Пиноккио, или Приключения в стране дураков» на музыку Жака Оффенбаха
- 1990 — «Человеческие страсти» на музыку Х. Сарманто[фин.]
- 1991 — «Убийцы» («Тереза Ракен») по мотивам романа Э. Золя на музыку И. С. Баха, Густава Малера и А. Г. Шнитке
- 1991 — «Реквием» В. А. Моцарта (поставлен Эйфманом также в Национальном театре оперы и балета в Кишинёве в 2007 году)
- 1992 — «Иллюзии» («Иллюзии в стиле рок») на музыку К. Пети
- 1993 — «Чайковский» на музыку П. И. Чайковского
- 1994 — «Дон Кихот, или Фантазии безумца» на музыку Л. Минкуса
- 1995 — «Карамазовы» по роману Ф. М. Достоевского на музыку С. В. Рахманинова, Рихарда Вагнера и М. П. Мусоргского
- 1997 — «Красная Жизель» на музыку П. И. Чайковского, Жоржа Бизе и А. Г. Шнитке
- 1998 — «Мой Иерусалим» на музыку «Арии» В. А. Моцарта и техно-музыку групп: Wanfried, Future Sound of London, Reload (также использована религиозная музыка и этно-музыка)
- 1999 — «Русский Гамлет» («Сын Екатерины Великой») на музыку Л. Бетховена, Г. Малера
- 2001 — «Дон Жуан, или Страсти по Мольеру» на музыку В. А. Моцарта, Г. Берлиоза
- 2003 — «КТО есть КТО» на музыку Д. Эллингтона, С. В. Рахманинова, Д. Брубека, С. Барбера, А. Шоу, С. Джоплин, «The World Quintet»
- 2004 — «Мусагет» на музыку И. С. Баха, П. И. Чайковского, грузинскую народную музыку к столетию Джорджа Баланчина
- 2005 — «Анна Каренина» на музыку П. И. Чайковского по роману Л. Н. Толстого
- 2007 — «Чайка» по пьесе А. П. Чехова на музыку С. В. Рахманинова и А. Н. Скрябина
- 2009 — «Евгений Онегин» («Онегин. Online», «Онегин») на музыку П. И. Чайковского и А. Ситковецкого по роману в стихах А. С. Пушкина «Евгений Онегин»
- 2010 — «Я — Дон Кихот» (новая редакция спектакля «Дон Кихот, или Фантазии безумца» 1994 года) на музыку Л. Минкуса
- 2011 — «Роден. Ее вечный идол» на музыку Равеля, Сен-Санса, Массне
- 2013 — «По ту сторону греха» по роману Ф. М. Достоевского «Братья Карамазовы» на музыку С. В. Рахманинова, Рихарда Вагнера и М. П. Мусоргского. Кардинально новая переработка собственного спектакля «Карамазовы» 1995 года[15].
- 2014 — «Реквием» (новая редакция спектакля «Реквием» 1991 года) на музыку Д. Д. Шостаковича и В. А. Моцарта
- 2015 — «Up and Down» по мотивам романа «Ночь нежна» Ф. С. Фицджеральда на музыку А. Берга, Дж. Гершвина, Ф. Шуберта и А. Шенберга
- 2015 — «Красная Жизель» (новая редакция спектакля «Красная Жизель» 1997 года) на музыку П. И. Чайковского, А. Шнитке, Ж. Бизе
- 2016 — «Чайковский. PRO et CONTRA» на музыку П. И. Чайковского
- 2017 — «Русский Гамлет» (новая постановка спектакля 1999 года) на музыку Л. Бетховена и Г. Малера.
- 2018 — «Реквием» (новая версия балета «Реквием» 2014 года) на музыку В. А. Моцарта, Д. Д. Шостаковича, С. В. Рахманинова и этно-музыку
- 2019 — «Эффект Пигмалиона» на музыку Иоганна Штрауса-сына
- 2021 — «Страсти по Мольеру, или Маска Дон Жуана» на музыку В. А. Моцарта, Г. Берлиоза, Ж.-Б. Люлли
- 2022 — «Чайка. Балетная история» на музыку из произведений С. В. Рахманинова и А.Ситковецкого по пьесе А. П. Чехова «Чайка».

## Признание и награды

### Российские награды
Государственные
- 1 сентября 2003 — Орден «За заслуги перед Отечеством» IV степени — за большой вклад в развитие отечественного искусства[16]
- 16 марта 2007 — Орден «За заслуги перед Отечеством» III степени — за большой вклад в развитие отечественного хореографического искусства и многолетнюю творческую деятельность[17]
- 5 мая 2012 — Орден «За заслуги перед Отечеством» II степени — за большие заслуги в развитии отечественной культуры и искусства, многолетнюю плодотворную деятельность[18]
- 28 июня 2016 — Орден Почёта — за большие заслуги в развитии отечественной культуры и искусства, многолетнюю плодотворную деятельность[19]
- 2 июля 2021 — Орден «За заслуги перед Отечеством» I степени — за большие заслуги в развитии отечественной культуры и искусства, многолетнюю плодотворную деятельность[20]

Общественные
- 1998 — орден «Мира и Согласия»
- 5 июля 2006 — Почётный диплом Законодательного Собрания Санкт-Петербурга — за выдающийся личный вклад в развитие культуры и искусства в Санкт-Петербурге и в связи с 60-летием со дня рождения[21]
- 19 июля 2006 — Благодарность Министра культуры и массовых коммуникаций Российской Федерации — за многолетний добросовестный труд, большой личный вклад в сохранение и развитие российской культуры и в связи с 60-летием со дня рождения[22]

Антипремии
- 27 мая 2024 года Борису Эйфману градозащитниками Санкт-Петербурга было присвоено звание «Непочётный гражданин». Причиной присвоения антипремии стало строительство школы танца Эйфмана, ради которого был снесён Дом Басевича[23]. Годом ранее позиция артиста относительно облика Санкт-Петербурга вызвала негодование части деятелей культуры, таких как Олег Гаркуша и Лев Лурье, которые требовали лишить Эйфмана звания Почётного гражданина города[24][25].

### Иностранные награды
- 1999 — Орден Искусств и литературы (Франция)
- 21 марта 2003 — Командор ордена Заслуг перед Республикой Польша (Польша) — за выдающийся вклад в развитие польско-российского культурного сотрудничества и за достижения в художественном творчестве[26]
- 2016 — Орден Почёта (Армения) — за вклад в дело развития армяно-российских культурных связей и распространения армянской культуры[27]
- 2 октября 2017 — Орден Почёта (Молдавия) — в знак признания особых заслуг в развитии хореографического искусства, за вклад в укрепление молдо-российских культурных связей и плодотворную творческую деятельность[28][29]

### Звания
- 1988 — Заслуженный деятель искусств РСФСР
- 11 декабря 1996 — Народный артист Российской Федерации — за большие заслуги в области искусства[30]
- 11 октября 2007 — Заслуженный человек Молдавии (Om Emerit) (Молдавия) — в знак признания особых заслуг в развитии хореографического искусства, за вклад в укрепление молдо-российских культурных связей и плодотворную творческую деятельность[31]
- 2004 — почётный доктор СПбГУП
- 2012 — Заслуженный деятель Казахстана — за выдающиеся заслуги по подготовке творческих кадров для Казахстана, большой вклад в укрепление культурно-гуманитарного сотрудничества Казахстана и России[32].
- 2021 — Почётный гражданин Санкт-Петербурга [33].

### Премии
- 1998 — лауреат Государственной премии Российской Федерации[34]
- 1995, 1996, 1997, 2001, 2002, 2005, 2007, 2010, 2012, 2015, 2016, 2020, 2021 — театральная премия Санкт-Петербурга «Золотой софит»[35]
- 1996, 1999, 2016 — российская театральная премия «Золотая маска»[36]
- 1996 — премия «Триумф»
- 2006 — премия «Бенуа танца» в номинации «Лучший хореограф 2005 года»
- 2006 — премия «Человек года» Федерации еврейских общин России
- 2011 — Премия правительства РФ в области культуры за балетную трилогию «Иное пространство слова»[37]
- 2017 — Международная премия «Балтийская звезда»[38]
- 2018 — Государственная премия Российской Федерации за выдающиеся достижения в области гуманитарной деятельности 2017 года[39]
- 17 декабря 2021 — Премия Правительства Российской Федерации за значительный вклад в развитие российской культуры — за создание инновационного учебно-творческого учреждения — Академии танца Бориса Эйфмана[40]
- 2024 — Эрмитажная премия (российский лауреат)[41]

### Галерея
- Сцена из балета «Красная Жизель»
- Сцена из балета «Красная Жизель»

### Интервью
- «Я питаюсь энергией, которая дана мне свыше…» Интервью с хореографом Борисом Эйфманом
- Вера Цалобанова. Борис Эйфман: «Мне ближе всего одиночество». // «Невское время». 1997, 4 окт., стр. 5.
- Вера Цалобанова. Борис Эйфман: «Я много знаю, многое могу и многое предвижу».// «Женский клуб». Ежемесячный иллюстрированный журнал. Учредитель: Издательский дом «Питер». 1997, № 12, стр. 80-83.
- Беседа Михаила Лемхина с Борисом Эйфманом
- Борис Тарасов. Борис Эйфман: Движение – это великая сила. «Театрал» № 6 (73) (1 июня 2010). Дата обращения: 5 мая 2011. Архивировано из оригинала 1 августа 2012 года.
- Известный хореограф Борис Эйфман боится за русский балет. Piter.tv (4 декабря 2013).

### Пресса
- Езерская Белла. Балет Бориса Эйфмана — балет XXI века // «Вестник». — 1999. — 2 марта.
- Цалобанова В. Балетная империя Бориса Эйфмана. Портрет балетмейстера // «Театральная жизнь». — 1997. — № 56. — С. 63—65.
- Цалобанова В. Балетная империя Бориса Эйфмана. По случаю юбилея // «Нева». — 1997. — № 9. — С. 201—205.
- Цалобанова В. Балетная империя Бориса Эйфмана // «Семейный консультант». USA. — 1998. — № 2. — С. 66.
- Цалобанова В. Уайльдовский вечер в компании «Русского Гамлета». Премьера // «Невское время». — 2000. — 16 авг. — С. 2.
- Цалобанова В. «Русский Гамлет». Нью-йоркская премьера балета Бориса Эйфмана // «Нева». — 2000. — № 12. — С. 240—243.
- Езерская Б. Театр Эйфмана в Нью-Йорке // «Чайка». — 2002.
- Тажиев А. Энциклопедия танца от Бориса Эйфмана // «Ять». — 2000. — № 6.